# Irene Skliva
Irene Skliva (Atene, 4 aprile 1978) è una modella e personaggio televisivo greca, vincitrice del concorso di bellezza Miss Mondo 1996.

## Biografia
Ex Miss Grecia 1996, Irene Skliva è stata incoronata quarantaseiesima Miss Mondo a diciotto anni, il 23 novembre 1996 presso il M. Chinnaswamy Stadium di Bangalore in India, ricevendo la corona dalla Miss Mondo uscente, la venezuelana Jacqueline Aguilera Marcano. È stata la prima, e ad oggi l'unica, Miss Mondo greca.
Dopo l'anno di regno, la Skliva è tornata a vivere in Grecia, dove ha intrapreso la carriera di modella e personaggio televisivo. Il suo volto è comparso sulle copertine di varie riviste greche fra cui Diva e Lipstick ed ha partecipato a importanti sfilate a Atene, Milano e Monaco di Baviera.

## Agenzie
- Ace Models Agency